# Sakawa (croiseur)
Le Sakawa (酒匂) est un croiseur léger de classe Agano en service dans la Marine impériale japonaise pendant la Seconde Guerre mondiale. Le navire est baptisé du nom de la rivière Sakawa, qui coule dans la préfecture de Kanagawa, au Japon.

## Historique

### Marine impériale japonaise
Sa quille est posée le 21 novembre 1942 à l'arsenal naval de Sasebo, il est lancé le 9 avril 1944 et est commissionné le 30 novembre 1944. Peu après sa mise en service, il est affecté à la Flotte Combinée au district naval de Yokosuka. Le 15 janvier 1945, le Sakawa devient navire amiral de la 11e escadre de destroyers, étant toujours en formation avec de nouveaux destroyers en mer intérieure de Seto et participant à une série de tests d'un nouveau revêtement de sous-marin anti-radar.
Le 1er avril 1945, le Sakawa et son escadron de destroyers furent sélectionnés pour participer à l'opération Ten-Gō, en compagnie du Yamato et de son sister-ship Yahagi. Mais en raison d'une pénurie de carburant, le Sakawa ne participera pas à la mission-suicide. Le croiseur fait route vers le district naval de Maizuru qu'il atteint le 19 juillet. Il est attaqué le 25 juillet à l'ancrage par des avions du porte-avions USS Yorktown, mais il n'est pas endommagé.
Au moment de la capitulation du Japon le 2 septembre 1945, le Sakawa est amarré à Maizuru, n'ayant participé à aucune action de guerre. Il est désarmé puis rayé des listes de la marine le 5 octobre 1945.

### Opérations d'après-guerre
Après la fin de la Seconde Guerre mondiale, le Sakawa sert de navire de rapatriement, évacuant en octobre 1945 1 339 soldats de l'Armée impériale japonaise bloqués sur les petites îles de Sonsorol, Fanna, Merir et Hatohobei, dans le sud de Palau. Il effectue de nombreuses missions de rapatriement jusqu'à la fin de février 1946, évacuant notamment des troupes japonaises en Nouvelle-Guinée, en Corée et dans d'autres endroits.
Le 25 février 1946 le Sakawa est envoyé à Yokosuka, où il est officiellement remis à la Marine des États-Unis comme un butin de guerre. Il est l'un des anciens navires de la Marine japonaise à être sélectionné pour les prochaines expériences atomiques de Bikini. Lorsqu'il est visité par un équipage américain, sa coque est infestée de rats et que la plupart des systèmes du navire sont hors-service. Il quitte néanmoins Yokosuka pour Eniwetok le 18 mars 1946, avec un équipage américain de 165 hommes, accompagné par le cuirassé Nagato, également sous équipage américain. Onze anciens officiers japonais sont présents lors du trajet pour assister l'équipage américain. Dix jours plus tard, à 300 milles marins (560 km) d'Eniwetok, le Nagato, bénéficiant plus d'une étanchéité satisfaisante, commence à prendre l'eau. Le croiseur tenta le 28 mars de le prendre en remorque ; mais en plus d'une de ses chaudières fonctionnant mal, il manqua par ailleurs de combustible dans le mauvais temps. Le cuirassé présentait une bande de sept degrés sur bâbord au moment où les remorqueurs d'Eniwetok le rallièrent, le 30 mars. Remorqué à une vitesse de 1 nœud, le bâtiment atteignit Eniwetok le 4 avril pour y recevoir des réparations sommaires. Le Sakawa arriva lui à Eniwetok le 1er avril 1946.
Pendant son ancrage à Eniwetok, cinq des marins américains présents à bord protestaient contre les conditions de travail lugubres à bord du Sakawa. Dans un navire habituellement équipé de plus de 730 hommes, la marine américaine utilisait un équipage de 165 personnes effectuant le travail de 325. Les cinq marins sabotèrent alors le navire en retirant la ligne de pression aux vannes de déclenchement à vitesse excessive dans le système de carburant et en versant du sable dans les pompes à huile et à eau. Ils détruisirent les jauges, les tachymètres et les conduites de vapeur à haute pression, espérant être relevés du navire de guerre. Après plusieurs accusations, les cinq marins furent emprisonnés. En mai, après des réparations d'urgence, le Sakawa atteint finalement l'atoll de Bikini.
L'opération Crossroads débuta le 1er juillet 1946. La première explosion, « Able », fut aérienne. La bombe fut lancée à 9 heures, par un Boeing B-29 Superfortress « Dave's Dream ». Le but fixé était le cuirassé américain Nevada, dont la coque avait été peinte en vermillon et les tourelles en blanc pour qu'il fût bien visible. Par suite d'une erreur de visée, la bombe explosa à 600 mètres de là, entre le porte-avions Independence et le croiseur Sakawa, à l'altitude prévue de 300 m. Elle donna lieu aux mêmes phénomènes que les trois explosions précédentes : éclair insoutenable, boule de feu, nuage en champignon grimpant rapidement à plus de 10 000 mètres et entraînant la plupart des produits radioactifs de fission. Le Sakawa coula 24 heures après, pendant une tentative de remorquage par l'USS Achomawi (en).
Le deuxième test (« Baker »), sous-marin cette fois, se déroula à 150 mètres de l'épave du Sakawa. Aujourd'hui, elle gît par 60 mètres de fond.